# Giuseppe Fiorelli

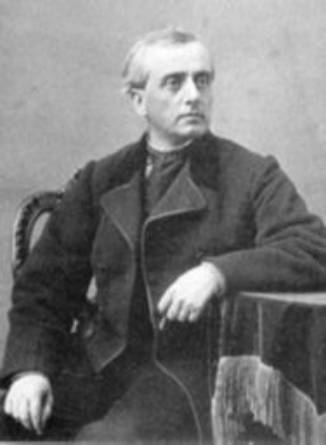
Giuseppe Fiorelli

Giuseppe Fiorelli (* 8. Juni 1823 in Neapel; † 28. Januar 1896 ebenda) war ein italienischer Archäologe und Numismatiker.

## Leben
Giuseppe Fiorelli begann mit achtzehn Jahren ein Jurastudium, wechselte aber zur Archäologie. Bereits 1844 wurde er Mitarbeiter bei der Aufsicht über die archäologischen Ausgrabungen in Neapel und schon als junger Mann Ende der 1840er Jahre Inspektor der Ausgrabungen in Pompeji. Wegen seiner liberalen politischen Haltung wurde er aber nach der Revolution 1849 entlassen und zeitweise inhaftiert. 1853 trat er in den Dienst des Grafen von Syrakus, eines Bruders des Königs Ferdinand II. Nach dem Ende des Königreichs beider Sizilien und der Gründung des Königreichs Italien wurde Fiorelli Ende 1860 Professor für Archäologie an der Universität Neapel, drei Jahre später zudem Direktor des Nationalmuseums in Neapel und Leiter der Ausgrabungen in Pompeji und Herculaneum. 1875 ging er als Generaldirektor der Museen und Ausgrabungen nach Rom.
Fiorelli systematisierte und modernisierte die Grabungsmethode in Pompeji. Er sicherte die ausgegrabenen Gebäude vor Einsturz und Witterungseinflüssen. Anders als frühere Ausgräber grub er von oben aus und ließ nicht zuerst die Straßen freilegen und dann von der Seite die Häuser. Besonderes Augenmerk legte er auf Funde, die das Alltagsleben der Stadt dokumentierten wie verkohlte Brote in einer Bäckerei. Fiorelli erfand die Methode, den Hohlraum, den Leichen in der erhärteten Asche hinterlassen hatten, mit Gips abzugießen und so ein Gipsmodell der Toten zu erzeugen. Damit erhielt er ein eindrucksvolles Zeugnis menschlichen Lebens und Leidens in der untergegangenen Stadt. Bereits zuvor hatte man diese Methode angewendet, um kleinere Hohlräume, die von organischen Hinterlassenschaften blieben – etwa von Möbeln oder Baumwurzeln – auszugießen.

## Ehrungen und Mitgliedschaften
Er war Mitglied des italienischen Senats (seit 1865), der Accademia dei Lincei, seit 1865 korrespondierendes Mitglied der Preußischen Akademie der Wissenschaften, seit 1873 Ehrenmitglied der Göttinger Akademie der Wissenschaften und seit 1876 korrespondierendes Mitglied der Russischen Akademie der Wissenschaften in Sankt Petersburg. 1879 wurde er als auswärtiges Mitglied in die Bayerische Akademie der Wissenschaften und 1891 in die Académie des Beaux-Arts aufgenommen. Ferner war er Ehrenmitglied der Zentraldirektion des Deutschen Archäologischen Instituts.